# Mr. Houston
Mr. Houston è il quarto album di Marques Houston uscito per la Universal Record nel 2009.

## Tracce
1. I Love Her – 3:33
2. Body – 4:45
3. How I Do – 3:26
4. Express Lane – 3:24
5. Case of You – 4:08
6. Stranger – 4:12
7. Say My Name – 3:32
8. Letter – 3:43
9. Sexy Young Girl – 4:47
10. Date – 4:07
11. Beautiful Woman – 3:54